# Корчмарюк Павло Сергійович
Павло Сергійович Корчмарюк (нар. 20 квітня 1920 — пом. 21 жовтня 2010) — радянський військовик часів Другої світової війни, заступник командира зі стройової частини 164-го гвардійського стрілецького полку 55-ї гвардійської стрілецької дивізії, гвардії капітан. Герой Радянського Союзу (1945).
Почесний громадянин міста Багратіонівська Калінінградської області Росії.

## Життєпис
Народився 20 квітня 1920 року в селі Бірносове Валегоцулівської волості Ананьївського повіту Одеської губернії (нині — Захарівський район Одеської області). Українець.
З 1931 року жив у Баку (Азербайджан), де закінчив 10 класів 1937 року. У 1937—1938 роках працював на Бакинському вагоноремонтному заводі помічником бухгалтера, з 1938 по 1940 роки — бухгалтером у бакинській конторі Трансторгхарчу.
До лав РСЧА призваний у січні 1940 року. У липні 1941 року закінчив Бакинське військове піхотне училище. Командував взводом, ротою, батальйоном у 106-у запасному стрілецькому полку Закавказького фронту. Учасник німецько-радянської війни з грудня 1943 року. Був командиром стрілецького батальйону, заступником командира полку зі стройової частини 164-го гвардійського стрілецького полку 55-ї гвардійської стрілецької дивізії. Воював в окремій Приморській армії, на 1-у і 3-у Білоруських та 1-у Українському фронтах.
Особливо гвардії капітан П. С. Корчмарюк відзначився у Східній Пруссії. У січні 1945 року, коли війська 28-ї армії в розпал стрімкого наступу на окремих ділянках долали запеклий опір супротивника, батальйон під командуванням П. Корчмарюка протягом кількох діб без зупинки, вибиваючи ворога з вигідних позицій, успішно просувався вперед в районі Гумбіннена. 28 січня 1945 року, виконуючи наказ командування, гвардії капітан П. Корчмарюк очолив танковий десант з завданням стрімкого прориву в тил супротивника і захоплення Алленау. Раптово увірвавшись у місто, танковий десант посіяв паніку й розлад у стані ворога. Протягом чверті години ворог залишив місто. Наступного дня батальйон вдало форсував річку Алле, зачищуючи місцевість від супротивника. 11 лютого в районі населеного пункту Ноненхаузен батальйон зустрів сильний організований спротив ворога. Значними силами, при підтримці танків і самохідних гармат, супротивник намагався в районі Цинтена зупинити просування радянських військ до затоки Фріш-Гаф. Лише протягом 12 лютого малочисельний батальйон П. Корчмарюка відбив 12 контратак супротивника, а всього протягом 12-14 лютого — 23 контратаки. Всього за час бойових дій при проведенні Східно-Пруської операції батальйон під командуванням гвардії капітана П. С. Корчмарюка знищив до 800 і полонив до 150 солдатів і офіцерів ворога, захопив 20 гармат різного калібру, багато брої і набоїв.
3 травня 1945 року отримав поранення, День Перемоги зустрів у шпиталі.
Після війни продовжив військову службу в ЗС СРСР. До 1946 року командував навчальним і стрілецьким батальйонами в Білоруському військовому окрузі. У 1947 році закінчив КУКС «Постріл». До 1967 року — командир батальйону, заступник командира 4-го окремого стрілецького полку охорони МО СРСР. У 1967—1969 роках — заступник командира 1-ї окремої стрілецької бригади охорони МО СРСР. З 1969 по 1975 роки — військовий комісар Тушинського РВК Москви. З жовтня 1975 року полковник П. С. Корчмарюк — у запасі.
Працював інженером і директором філії текстильно-галантерейного об'єднання «Художній розпис» (1976—1978), старшим інженером у Міністерстві будівництва СРСР (1978—1979), старшим інспектором військової частини при Генеральному штабі ЗС СРСР (1979—1981).
Мешкав у Москві, де й помер 21 жовтня 2010 року. Похований на Митинському цвинтарі.

## Нагороди
Указом Президії Верховної Ради СРСР від 27 червня 1945 року за зразкове виконання бойових завдань командування на фронті боротьби з німецькими загарбниками та виявлені при цьому відвагу і героїзм, гвардії капітанові Корчмарюку Павлу Сергійовичу присвоєне звання Героя Радянського Союзу з врученням ордена Леніна і медалі «Золота Зірка» (№ 8713).
Також був нагороджений орденами Червоного Прапора (08.08.1944), Олександра Невського (25.03.1945), двічі Вітчизняної війни 1-го ступеня (22.12.1944, 11.03.1985), Червоної Зірки (26.10.1955), «За службу Батьківщині в Збройних Силах СРСР» 3-го ступеня (30.04.1975) і медалями.